# Новонаводницька вулиця
Новонаводни́цька вулиця — зникла вулиця Києва, існувала в Печерському районі Києва, місцевості Звіринець, Наводничі. Пролягала від вулиці Січневого повстання (нині — Лаврська вулиця; безпосередньо не сполучалася) до Наводницької площі.

## Історія
Виникла у 1-й чверті ХХ століття під такою ж назвою (від місцевості Наводничі, Наводницького мосту), показана, зокрема, на карті міста 1918 року. Простягалася до валу Київської фортеці. Прохід до вулиці Січневого повстання здійснювався через Московську браму. На межі 1970—80-х років у зв'язку із облаштуванням Печерського парку та будівництвом комплексу Музею історії України у Другій світовій війні у валу було з обох боків від брами було «прорізано» два проїзди — пішохідний та автомобільний, що з'єднав вулиці Січневого повстання та Новонаводницьку. 1981 року вулицю було приєднано до вулиці Січневого повстання.
Як згадка про приєднану вулицю залишився Новонаводницький провулок, що існує дотепер.
У 2025 році фахівці столичної Комісії з найменувань погодили повернення вулиці Лаврській попередньої назви на честь гетьмана Івана Мазепи. Водночас ділянка між вулицею Добровольчих батальйонів та Наводницькою площею відновить назву Новонаводницька вулиця.

## Об'єкти
У приватному будинку № 8а мешкав видатний український скульптор і художник Іван Гончар. З 1959 року у будинку-майстерні розміщувалася колекція І. Гончара з української етнографії — перший приватний музей в УРСР, який став «культовим» місцем серед українських шістдесятників. З 1970 року, через тиск органів радянської влади, фактично не функціонував. У 1993 році на основі колекції був створений музей, що розмістився в будинку на вулиці Лаврській, 19.